# 刈谷市立双葉小学校
刈谷市立双葉小学校（かりやしりつ ふたばしょうがっこう）は、愛知県刈谷市半城土中町にある公立小学校。

## 沿革

### 前身
碧海郡依佐美村の野田地区には野田尋常小学校が、高須・半城土地区には半高尋常小学校があり、それぞれ依佐美村の第三尋常小学校、第四尋常小学校だった。太平洋戦争中の1941年（昭和16年）には依佐美村野田国民学校・依佐美村半高国民学校となり、戦後の1947年（昭和22年）には依佐美村立野田小学校・依佐美村立半高小学校となった。1955年（昭和30年）には依佐美村が分割されて刈谷市と安城市に合併し、刈谷市立野田小学校・刈谷市立半高小学校となった。1958年（昭和33年）9月30日には野田小学校と半高小学校が廃校となった。

### 双葉小学校
- 1958年（昭和33年）10月1日 - 野田小学校と半高小学校を統合して刈谷市立双葉小学校が開校。
- 1959年（昭和34年） - 校訓制定。
- 1961年（昭和36年） - 校歌制定。
- 1976年（昭和51年） - 双葉小学校の学区の一部を分離して刈谷市立東刈谷小学校が開校。
- 1987年（昭和62年） - 双葉小学校の学区の一部を分離して刈谷市立朝日小学校が開校。
- 1988年（昭和63年） - 双葉小学校の学区の一部を分離して刈谷市立小垣江東小学校が開校。
- 2005年（平成17年） - 双葉小学校の学区の一部を既存の刈谷市立朝日小学校に移管。

## 部活動
運動部
- サッカー部
- バスケットボール部
- 自転車部（廃部）

文化部
- 金管バンド部
- 理科研究部(廃部)

## 出身人物
- 加藤与五郎[1] - 化学者・工学者。野田小学校卒業[2]。